# Toussieu
Toussieu és un municipi francès situat al departament del Roine i a la regió d'Alvèrnia-Roine-Alps. L'any 2015 tenia 2.837 habitants.

## Demografia

### Població
El 2007 la població de fet de Toussieu era de 2.367 persones. Hi havia 816 famílies de les quals 128 eren unipersonals (60 homes vivint sols i 68 dones vivint soles), 240 parelles sense fills, 368 parelles amb fills i 80 famílies monoparentals amb fills.
La població ha evolucionat segons el següent gràfic:
Habitants censats

### Habitatges
El 2007 hi havia 862 habitatges, 826 eren l'habitatge principal de la família, 11 eren segones residències i 25 estaven desocupats. 753 eren cases i 106 eren apartaments. Dels 826 habitatges principals, 689 estaven ocupats pels seus propietaris, 113 estaven llogats i ocupats pels llogaters i 24 estaven cedits a títol gratuït; 3 tenien una cambra, 40 en tenien dues, 80 en tenien tres, 234 en tenien quatre i 469 en tenien cinc o més. 714 habitatges disposaven pel capbaix d'una plaça de pàrquing. A 274 habitatges hi havia un automòbil i a 518 n'hi havia dos o més.

### Piràmide de població
La piràmide de població per edats i sexe el 2009 era:
| Homes | Edats   | Dones |
| ----- | ------- | ----- |
| 0     | 95 o +  | 0     |
| 0     | 90 a 94 | 8     |
| 8     | 85 a 89 | 4     |
| 8     | 80 a 84 | 4     |
| 16    | 75 a 79 | 32    |
| 36    | 70 a 74 | 36    |
| 56    | 65 a 69 | 56    |
| 48    | 60 a 64 | 60    |
| 40    | 55 a 59 | 60    |
| 68    | 50 a 54 | 64    |
| 92    | 45 a 49 | 76    |
| 88    | 40 a 44 | 80    |
| 100   | 35 a 39 | 92    |
| 76    | 30 a 34 | 76    |
| 48    | 25 a 29 | 24    |
| 68    | 20 a 24 | 52    |
| 80    | 15 a 19 | 56    |
| 80    | 10 a 14 | 108   |
| 80    | 5 a 9   | 68    |
| 24    | 0 a 4   | 52    |

## Economia
El 2007 la població en edat de treballar era de 1.571 persones, 1.140 eren actives i 431 eren inactives. De les 1.140 persones actives 1.078 estaven ocupades (584 homes i 494 dones) i 62 estaven aturades (26 homes i 36 dones). De les 431 persones inactives 133 estaven jubilades, 165 estaven estudiant i 133 estaven classificades com a «altres inactius».

### Ingressos
El 2009 a Toussieu hi havia 828 unitats fiscals que integraven 2.316 persones, la mediana anual d'ingressos fiscals per persona era de 23.382 €.

### Activitats econòmiques
Dels 133 establiments que hi havia el 2007, 3 eren d'empreses extractives, 1 d'una empresa alimentària, 3 d'empreses de fabricació de material elèctric, 1 d'una empresa de fabricació d'elements pel transport, 12 d'empreses de fabricació d'altres productes industrials, 16 d'empreses de construcció, 26 d'empreses de comerç i reparació d'automòbils, 15 d'empreses de transport, 2 d'empreses d'hostatgeria i restauració, 5 d'empreses d'informació i comunicació, 6 d'empreses financeres, 4 d'empreses immobiliàries, 21 d'empreses de serveis, 14 d'entitats de l'administració pública i 4 d'empreses classificades com a «altres activitats de serveis».
Dels 22 establiments de servei als particulars que hi havia el 2009, 1 era una oficina de correu, 2 tallers de reparació d'automòbils i de material agrícola, 1 paleta, 1 guixaire pintor, 4 fusteries, 5 lampisteries, 2 electricistes, 1 perruqueria, 2 restaurants, 1 agència immobiliària i 2 salons de bellesa.
Dels 5 establiments comercials que hi havia el 2009, 1 era una botiga de menys de 120 m², 1 una fleca, 1 una carnisseria, 1 una llibreria i 1 una botiga d'equipament de la llar.
L'any 2000 a Toussieu hi havia 18 explotacions agrícoles que ocupaven un total de 675 hectàrees.

## Equipaments sanitaris i escolars
L'únic equipament sanitari que hi havia el 2009 era una farmàcia.
El 2009 hi havia una escola elemental.

## Poblacions més properes
El següent diagrama mostra les poblacions més properes.